# Lengkong (Mumbulsari)
Lengkong is een bestuurslaag in het regentschap Jember van de provincie Oost-Java, Indonesië. Lengkong telt 7372 inwoners (volkstelling 2010).